# Elatostema kalingaense
Elatostema kalingaense är en nässelväxtart som beskrevs av Elmer Drew Merrill. Elatostema kalingaense ingår i släktet Elatostema och familjen nässelväxter. Inga underarter finns listade i Catalogue of Life.